# Fußball-Club Gelsenkirchen-Schalke 04 1966-1967
Questa voce raccoglie le informazioni riguardanti il Fußball-Club Gelsenkirchen-Schalke 04 nelle competizioni ufficiali della stagione 1966-1967.

## Stagione
Nella stagione 1966-1967 lo Schalke, allenato da Fritz Langner, concluse il campionato di Bundesliga al 15º posto. In Coppa di Germania lo Schalke fu eliminato ai quarti di finale dal Bayern Monaco.

## Rosa
| N. |                     | Ruolo | Calciatore          |
| -- | ------------------- | ----- | ------------------- |
|    | Germania (bandiera) | P     | Josef Elting        |
|    | Germania (bandiera) | P     | Norbert Nigbur      |
|    | Germania (bandiera) | D     | Hans-Jürgen Becher  |
|    | Germania (bandiera) | D     | Klaus Fichtel       |
|    | Germania (bandiera) | D     | Manfred Kreuz       |
|    | Serbia (bandiera)   | D     | Zarko Nikolić       |
|    | Germania (bandiera) | D     | Egon Rama           |
|    | Germania (bandiera) | D     | Friedel Rausch      |
|    | Germania (bandiera) | D     | Klaus Senger        |
|    | Germania (bandiera) | C     | Karl-Heinz Bechmann |
|    | Germania (bandiera) | C     | Günter Herrmann     |

| N. |                     | Ruolo | Calciatore           |
| -- | ------------------- | ----- | -------------------- |
|    | Germania (bandiera) | C     | Gerhard Neuser       |
|    | Germania (bandiera) | C     | Heinz Pliska         |
|    | Germania (bandiera) | C     | Alfred Pyka          |
|    | Germania (bandiera) | C     | Kurt Waschk          |
|    | Germania (bandiera) | A     | Horst Blechinger     |
|    | Germania (bandiera) | A     | Hans-Peter Kirchwehm |
|    | Germania (bandiera) | A     | Harald Klose         |
|    | Germania (bandiera) | A     | Erwin Kolbe          |
|    | Germania (bandiera) | A     | Willi Kraus          |
|    | Germania (bandiera) | A     | Werner Weikamp       |

## Organigramma societario
Area tecnica
- Allenatore:
- Allenatore in seconda:
- Preparatore dei portieri:
- Preparatori atletici:

## Calciomercato

### Sessione estiva
| Acquisti | Acquisti         | Acquisti         | Acquisti |
| R.       | Nome             | da               | Modalità |
| -------- | ---------------- | ---------------- | -------- |
| A        | Horst Blechinger | Schwaben Augusta |          |
| A        | Willi Kraus      | TeBe Berlino     |          |
| D        | Zarko Nikolić    | Vojvodina        |          |

| Cessioni | Cessioni          | Cessioni         | Cessioni |
| R.       | Nome              | a                | Modalità |
| -------- | ----------------- | ---------------- | -------- |
| C        | Dieter Bedürftig  | Arminia Hannover |          |
| D        | Siegfried Grams   | VfB Marl Hüls    |          |
| D        | Uwe Kleina        | Bonner           |          |
| A        | Rolf Lendzian     | Horst Emscher    |          |
| C        | Heinz-Dieter Lömm | Bonner           |          |
| P        | Horst Mühlmann    | Bonner           |          |

## Risultati

### Bundesliga

#### Girone di andata
| Gelsenkirchen 20 agosto 1966, ore 16:00 CET 1ª giornata | Schalke 04 | 0 – 0 referto | Borussia M'gladbach | Glückauf-Kampfbahn (25 000 spett.)\| Arbitro: \| Handwerker \| |
| Arbitro:                                                | Handwerker |               |                     |                                                                |

| Arbitro: | Riegg |

|                                              |           |           |
| Hasebrink 65’, 80’ Weinberg 87’ Borgmann 89’ | Marcatori | 81’ Kreuz |

| Arbitro: | Horstmann |

|                  |           |  |
| Kraus 43’ (rig.) | Marcatori |  |

| Arbitro: | Tschenscher |

|                      |           |           |
| Schütz 22’ Görts 34’ | Marcatori | 60’ Klose |

| Arbitro: | Deuschel |

|           |           |  |
| Kraus 60’ | Marcatori |  |

| Arbitro: | Hennig |

|                     |           |              |
| Hornig 31’ Löhr 52’ | Marcatori | 54’ Bechmann |

| Gelsenkirchen 1º ottobre 1966, ore 16:00 CET 7ª giornata | Schalke 04 | 0 – 0 referto | Eintracht Braunschweig | Glückauf-Kampfbahn (32 000 spett.)\| Arbitro: \| Spinnler \| |
| Arbitro:                                                 | Spinnler   |               |                        |                                                              |

| Arbitro: | Herden |

|            |           |            |
| Köppel 14’ | Marcatori | 51’ Neuser |

| Arbitro: | Wengenmayer |

|                       |           |                   |
| Herrmann 7’ Klose 86’ | Marcatori | 88’ (rig.) Nolden |

| Arbitro: | Ohmsen |

|                                    |           |                             |
| Schämer 32’ Bronnert 63’, 76’, 81’ | Marcatori | 74’ Herrmann 77’ Blechinger |

| Arbitro: | Reil |

|            |           |  |
| Braner 13’ | Marcatori |  |

| Arbitro: | Riegg |

|                         |           |  |
| Bechmann 16’ Neuser 70’ | Marcatori |  |

| Arbitro: | Hennig |

|                                                                    |           |                         |
| Emmerich 15’ (rig.), 21’, 27’ Rausch 25’ (aut.) Wosab 46’ Held 71’ | Marcatori | 50’ Neuser 78’ Bechmann |

| Arbitro: | Biwersi |

|                      |           |            |
| Neuser 13’ Kraus 34’ | Marcatori | 46’ Müller |

| Arbitro: | Heumann |

|                                |           |              |
| Hesse 6’ Straus 53’ Hoffer 80’ | Marcatori | 18’ Herrmann |

| Arbitro: | Tschenscher |

|                                    |           |                |
| Herrmann 18’ (rig.) Blechinger 68’ | Marcatori | 59’ Straschitz |

| Arbitro: | Herden |

|               |           |  |
| Šekularac 25’ | Marcatori |  |

#### Girone di ritorno
| Arbitro: | Betz |

|                                                                               |           |  |
| Rupp 7’, 41’, 61’ Heynckes 21’, 85’, 90’ Laumen 30’, 57’, 70’ Netzer 47’, 67’ | Marcatori |  |

| Arbitro: | Seiler |

|                  |           |            |
| Kreuz 28’ (rig.) | Marcatori | 55’ Simmet |

| Arbitro: | Ott |

|  |           |                                           |
|  | Marcatori | 5’, 76’ Herrmann 12’ Blechinger 16’ Kraus |

| Arbitro: | Siebert |

|  |           |            |
|  | Marcatori | 16’ Ferner |

| Arbitro: | Deuschel |

|  |           |                         |
|  | Marcatori | 33’ Pyka 86’ Blechinger |

| Arbitro: | Jacobi |

|              |           |  |
| Herrmann 27’ | Marcatori |  |

| Arbitro: | Schulz |

|          |           |  |
| Maas 47’ | Marcatori |  |

| Arbitro: | Schulenburg |

|                               |           |  |
| Seibold 14’ (aut.) Pliska 49’ | Marcatori |  |

| Arbitro: | Kreitlein |

|                                |           |  |
| Rühl 42’ Pirsig 68’ Krämer 87’ | Marcatori |  |

| Arbitro: | Ott |

|                |           |             |
| Blechinger 87’ | Marcatori | 89’ Schämer |

| Arbitro: | Wengenmayer |

|  |           |                                          |
|  | Marcatori | 14’ Kentschke 36’ Kapitulski 83’ Geisert |

| Arbitro: | Fritz |

|            |           |           |
| Schulz 81’ | Marcatori | 47’ Kraus |

| Arbitro: | Voß |

|           |           |                                                   |
| Kraus 64’ | Marcatori | 43’ Emmerich 51’ Weber 52’ (rig.) Paul 88’ Libuda |

| Arbitro: | Fritz |

|                                                                     |           |  |
| Kupferschmidt 43’ Brenninger 52’ (rig.) Ohlhauser 67’, 83’ Roth 71’ | Marcatori |  |

| Arbitro: | Kreitlein |

|                            |           |              |
| Kreuz 53’ (rig.) Kraus 79’ | Marcatori | 14’ Gerhardt |

| Arbitro: | Biwersi |

|             |           |                        |
| Bandura 81’ | Marcatori | 3’ Herrmann 14’ Neuser |

| Arbitro: | Ohmsen |

|            |           |                                   |
| Neuser 67’ | Marcatori | 20’ Müller 22’ Koßmann 54’ Ehmann |

### Coppa di Germania
| Arbitro: | Fritz |

|                                             |           |                      |
| Blechinger 25’ Neuser 37’, 85’ Herrmann 83’ | Marcatori | 1’ Wimmer 70’ Milder |

| Arbitro: | Spinnler |

|  |           |           |
|  | Marcatori | 16’ Kraus |

| Arbitro: | Ohmsen |

|                         |           |                               |
| Herrmann 29’ Neuser 76’ | Marcatori | 15’ Müller 39’, 53’ Ohlhauser |

## Statistiche

### Statistiche di squadra
| Competizione      | Punti | In casa | In casa | In casa | In casa | In casa | In casa | In trasferta | In trasferta | In trasferta | In trasferta | In trasferta | In trasferta | Totale | Totale | Totale | Totale | Totale | Totale | DR  |
| Competizione      | Punti | G       | V       | N       | P       | Gf      | Gs      | G            | V            | N            | P            | Gf           | Gs           | G      | V      | N      | P      | Gf     | Gs     | DR  |
| ----------------- | ----- | ------- | ------- | ------- | ------- | ------- | ------- | ------------ | ------------ | ------------ | ------------ | ------------ | ------------ | ------ | ------ | ------ | ------ | ------ | ------ | --- |
| Bundesliga        | 30    | 17      | 9       | 4       | 4       | 19      | 17      | 17           | 3            | 2            | 12           | 18           | 46           | 34     | 12     | 6      | 16     | 37     | 63     | -26 |
| Coppa di Germania | -     | 2       | 1       | 0       | 1       | 6       | 5       | 1            | 1            | 0            | 0            | 1            | 0            | 3      | 2      | 0      | 1      | 7      | 5      | +2  |
| Totale            | 30    | 19      | 10      | 4       | 5       | 25      | 22      | 18           | 4            | 2            | 12           | 19           | 46           | 37     | 14     | 6      | 17     | 44     | 68     | -24 |

### Andamento in campionato
| Giornata  | 1 | 2  | 3 | 4  | 5  | 6  | 7  | 8  | 9  | 10 | 11 | 12 | 13 | 14 | 15 | 16 | 17 | 18 | 19 | 20 | 21 | 22 | 23 | 24 | 25 | 26 | 27 | 28 | 29 | 30 | 31 | 32 | 33 | 34 |
| --------- | - | -- | - | -- | -- | -- | -- | -- | -- | -- | -- | -- | -- | -- | -- | -- | -- | -- | -- | -- | -- | -- | -- | -- | -- | -- | -- | -- | -- | -- | -- | -- | -- | -- |
| Luogo     | C | T  | C | T  | C  | T  | C  | T  | C  | T  | T  | C  | T  | C  | T  | C  | T  | T  | C  | T  | C  | T  | C  | T  | C  | T  | C  | C  | T  | C  | T  | C  | T  | C  |
| Risultato | N | P  | V | P  | V  | P  | N  | N  | V  | P  | P  | V  | P  | V  | P  | V  | P  | P  | N  | V  | P  | V  | V  | P  | V  | P  | N  | P  | N  | P  | P  | V  | V  | P  |
| Posizione | 9 | 16 | 9 | 14 | 10 | 15 | 14 | 12 | 12 | 13 | 15 | 11 | 16 | 13 | 15 | 13 | 13 | 15 | 15 | 12 | 15 | 12 | 11 | 13 | 11 | 13 | 13 | 14 | 14 | 15 | 16 | 15 | 13 | 15 |

Legenda:

Luogo: C = Casa; T = Trasferta. Risultato: V = Vittoria; N = Pareggio; P = Sconfitta.

### Statistiche dei giocatori
| Giocatore     | Bundesliga | Bundesliga | Bundesliga  | Bundesliga | Coppa di Germania | Coppa di Germania | Coppa di Germania | Coppa di Germania | Totale   | Totale | Totale      | Totale     |
| Giocatore     | Presenze   | Reti       | Ammonizioni | Espulsioni | Presenze          | Reti              | Ammonizioni       | Espulsioni        | Presenze | Reti   | Ammonizioni | Espulsioni |
| ------------- | ---------- | ---------- | ----------- | ---------- | ----------------- | ----------------- | ----------------- | ----------------- | -------- | ------ | ----------- | ---------- |
| H. Becher     | 30         | 0          | 0           | 0          | 3                 | 0                 | 0                 | 0                 | 33       | 0      | 0           | 0          |
| K. Bechmann   | 24         | 3          | 0           | 0          | 1                 | 0                 | 0                 | 0                 | 25       | 3      | 0           | 0          |
| H. Blechinger | 34         | 5          | 0           | 0          | 3                 | 1                 | 0                 | 0                 | 37       | 6      | 0           | 0          |
| J. Elting     | 6          | 0          | 0           | 0          | 0                 | 0                 | 0                 | 0                 | 6        | 0      | 0           | 0          |
| K. Fichtel    | 34         | 0          | 0           | 0          | 3                 | 0                 | 0                 | 0                 | 37       | 0      | 0           | 0          |
| G. Herrmann   | 33         | 8          | 0           | 0          | 3                 | 2                 | 0                 | 0                 | 36       | 10     | 0           | 0          |
| H. Kirchwehm  | 2          | 0          | 0           | 0          | 1                 | 0                 | 0                 | 0                 | 3        | 0      | 0           | 0          |
| H. Klose      | 18         | 2          | 0           | 0          | 2                 | 0                 | 0                 | 0                 | 20       | 2      | 0           | 0          |
| E. Kolbe      | 0          | 0          | 0           | 0          | 0                 | 0                 | 0                 | 0                 | 0        | 0      | 0           | 0          |
| W. Kraus      | 24         | 7          | 0           | 0          | 2                 | 1                 | 0                 | 0                 | 26       | 8      | 0           | 0          |
| M. Kreuz      | 21         | 3          | 0           | 0          | 3                 | 0                 | 0                 | 0                 | 24       | 3      | 0           | 0          |
| G. Neuser     | 33         | 6          | 0           | 0          | 3                 | 3                 | 0                 | 0                 | 36       | 9      | 0           | 0          |
| N. Nigbur     | 28         | 0          | 0           | 0          | 3                 | 0                 | 0                 | 0                 | 31       | 0      | 0           | 0          |
| Z. Nikolić    | 8          | 0          | 0           | 0          | 0                 | 0                 | 0                 | 0                 | 8        | 0      | 0           | 0          |
| H. Pliska     | 18         | 1          | 0           | 1          | 2                 | 0                 | 0                 | 0                 | 20       | 1      | 0           | 1          |
| A. Pyka       | 24         | 1          | 0           | 0          | 1                 | 0                 | 0                 | 0                 | 25       | 1      | 0           | 0          |
| E. Rama       | 0          | 0          | 0           | 0          | 0                 | 0                 | 0                 | 0                 | 0        | 0      | 0           | 0          |
| F. Rausch     | 25         | 0          | 0           | 0          | 3                 | 0                 | 0                 | 0                 | 28       | 0      | 0           | 0          |
| K. Senger     | 12         | 0          | 0           | 0          | 0                 | 0                 | 0                 | 0                 | 12       | 0      | 0           | 0          |
| K. Waschk     | 0          | 0          | 0           | 0          | 0                 | 0                 | 0                 | 0                 | 0        | 0      | 0           | 0          |
| W. Weikamp    | 0          | 0          | 0           | 0          | 0                 | 0                 | 0                 | 0                 | 0        | 0      | 0           | 0          |